# Seawolf
Seawolf (USS Seawolf ) è un romanzo techno-thriller del 2000 dello scrittore britannico Patrick Robinson. Caratteristica dell'opera è il realismo con il quale l'autore descrive le impressioni che si vivono nell'operare in un sottomarino nucleare e ne illustra la grande potenza bellica.
Anche in questo caso l'autore si è avvalso della consulenza di sir John "Sandy" Woodward, ammiraglio sommergibilista britannico comandante della task force della Royal Navy nella guerra delle Falkland nel 1982.

## Trama
Il 27 aprile del 2006 una grande esercitazione della Marina di Liberazione Popolare Cinese mette in allarme le forze armate di Taiwan e un missile cinese sorvola la città, senza causare danni ma facendo temere il peggio. L'ammiraglio Arnold Morgan, consigliere per la sicurezza nazionale statunitense, protesta vivamente con l'ambasciatore cinese alla Casa Bianca, e quest'ultimo allude alla possibilità dei cinesi di colpire una città della costa occidentale statunitense con un missile ICBM, se gli americani si fossero scontrati con la Cina. La minaccia non è indifferente, così due mesi dopo il sottomarino nucleare d'attacco USS Seawolf viene inviato in una missione di spionaggio nel mar Cinese meridionale. 
Obiettivo della missione è fotografare il nuovo sottomarino cinese Xia III e scoprire se esso è effettivamente in grado di lanciare un ICBM contro gli Stati Uniti. Il Seawolf è il più potente, veloce e silenzioso sottomarino d'attacco della Marina statunitense: il comandante è il capitano di vascello Judd Crocker, uno dei migliori sommergibilisti americani, ed il suo secondo è il capitano di corvetta Linus Clarke, figlio del presidente degli Stati Uniti. La missione procede, non senza rischi. Il Seawolf si è infatti ritrovato nel bel mezzo di un'esercitazione di lancio di siluri da parte di un sommergibile cinese classe Kilo, che aveva rilevato la possibile presenza di un battello sospetto. 
I cinesi mobilitano le loro unità navali e scatenano una grande caccia al sottomarino statunitense, mediante bombe di profondità, ma l'abile comandante americano riesce a sfuggire alla trappola e la missione procede comunque. Il sottomarino cinese viene fotografato accuratamente dal basso, mediante il sonar, senza che l'equipaggio si accorga di niente. Per concludere la missione è necessario scattare alcune foto del sommergibile in emersione, mediante il periscopio. Si tratta della parte più pericolosa della missione, che richiede al Seawolf di mostrare fuori dall'acqua le antenne ed il periscopio per una manciata di secondi. 
Il comandante Crocker sta effettuando l'operazione, ma le lenti vengono sporcate da una chiazza d'olio, facendo perdere tempo prezioso. Quando finalmente il periscopio riprende a funzionare nitidamente, il comandante statunitense ha davanti ai suoi occhi una brutta sorpresa: alcuni membri dell'equipaggio cinese sono affacciati dalla torretta del loro sommergibile e hanno visto il periscopio del sottomarino americano. Scattata la fotografia, il battello statunitense si dilegua, ma i cinesi mobilitano le loro unità navali e scatenano una grande caccia all'intruso statunitense. L'abile comandante americano fugge verso la costa cinese, con l'idea di andare verso Taiwan, visto che i cinesi si aspettano l'esatto contrario. Lasciata alle spalle la flotta cinese, il Seawolf sfugge ad un altro agguato: tramite un radar costiero il battello americano viene nuovamente individuato e un vecchio cacciatorpediniere cinese viene inviato per speronarli, ma anche questa volta il tentativo fallisce. 
Terminata la missione, il Seawolf fa rotta verso casa. Gli americani si imbattono però in un cacciatorpediniere cinese, lo Xiangtan, mentre sta testando un sensore rimorchiato. Il comandante Crocker non è in servizio, sta riposando nella sua cabina, ed il suo vice, Linus Clark, senza interpellarlo decide di avvicinarsi all'imbarcazione cinese per scattare alcune fotografie della poppa, dove è alloggiato il nuovo sensore cinese. Clark è convinto di navigare ad oltre un miglio di distanza dal battello cinese, e lo osserva dal periscopio, quando improvvisamente il sommergibile americano si ritrova bloccato. Il comandante Crocker, svegliato di soprassalto, raggiunge fulmineamente la cabina di comando e, in pochi secondi, capisce la gravità della situazione: Clark stava usando il periscopio con la visione grandangolare, e il Seawolf si trovava ad una distanza effettiva dal cacciatorpediniere cinese che era circa la metà di quella che il vicecomandante stimava tramite il periscopio. L'elica del Seawolf è impigliata nel sensore, ed il sottomarino non può più muoversi. 
Gli americani tentano di liberare l'elica del sommergibile, attrezzando una squadra di sommozzatori, ma appena aprono il boccaporto i cinesi li accolgono con una raffica di mitragliatrice. Impossibilitato a fuggire, il comandante chiede aiuto, ma i rinforzi sono troppo lontani: ci vogliono diverse ore per un aereo da ricognizione, due giorni per un gruppo da battaglia con portaerei. I rinforzi cinesi non tardano ad arrivare, ed il battello americano viene rimorchiato a Guangzhou per essere studiato dagli esperti cinesi, mentre l'equipaggio è trasferito in una ex prigione militare sull'isola di Xiachuan Dao, restaurata per l'occasione in tempi record. Alle autorità americane viene detto che il battello ha subito un'avaria e che la marina cinese gli sta cortesemente prestando la dovuta assistenza, ma Arnold Morgan, lo Stato maggiore della Marina e il resto dello staff della Casa Bianca non hanno dubbi sul fatto che i cinesi abbiano sequestrato il sommergibile. Aggrava la situazione il fatto che l'unico figlio del presidente degli Stati Uniti, Linus Clark, è in mano ai cinesi. Questi ultimi però ignorano l'identità di Linus, in quanto i suoi documenti sono stati distrutti per tempo e sulle sue piastrine è riportato uno pseudonimo, Bruce Lucas. L'equipaggio del Seawolf viene duramente interrogato da alcuni esperti dei cinesi, per avere maggiori dettagli sul funzionamento del sommergibile. 
Gli americani intanto non perdono tempo e, sotto pressione del Presidente, organizzano l'incursione di una squadra di SEAL sull'isola per liberare l'equipaggio. Per quanto riguarda il Seawolf, esso si trova perfettamente integro, ancorato nella base militare di Guangzhou, in mano agli esperti dei cinesi incaricati di carpirne i segreti tecnologici. Vista l'impossibilità di recuperarlo, gli americani decidono di affondarlo prima che i cinesi riescano a compiere la loro opera di spionaggio. Con l'aiuto di un infiltrato in Cina, gli americani colpiscono il battello con un missile a guida laser, che esplode a pochi passi dal reattore, distruggendo il circuito di raffreddamento. Grazie ad un sabotaggio operato dall'equipaggio prima di lasciare il sommergibile, l'impianto di raffreddamento di emergenza non si avvia ed il reattore nucleare del Seawolf, surriscaldato, distrugge il battello e lo fa affondare. 
I cinesi ignorano che si tratti di un attacco e sono distratti da quanto accade a Guangzhou, mentre un commando di SEAL, partito dalla portaerei Ronald Regan, si reca a Xiachuan Dao a liberare l'equipaggio. Viene organizzata una spedizione di ricognizione, e alcuni SEAL raggiungono l'isola con un sommergibile tascabile, arrivando in spiaggia a nuoto. Il resto del commando li raggiunge avvicinandosi all'isola con due sottomarini nucleari classe Los Angeles e sbarcando con dei gommoni. L'attacco viene condotto in maniera brutale, per impedire ai cinesi di chiedere rinforzi. Tutte le guardie di ronda vengono silenziosamente sgozzate e le torrette di vedetta liberate, quindi i centri di comunicazione vengono fatti saltare in aria simultaneamente. I cinesi, colti alla sprovvista, vengono sbaragliati senza catturare prigionieri e l'equipaggio viene liberato. Segue l'immediata fuga dall'isola, mentre i cinesi incominciano ad insospettirsi a causa dell'insolito silenzio radio della prigione. Non riuscendo a contattarla, capiscono di essere stati attaccati ed organizzano una spedizione di contrattacco. Lo Stato Maggiore della marina cinese è umiliato per la gravità delle perdite subite e per la preziosa occasione che si è fatta sfuggire dalle mani, così l'ordine è quello di affondare qualsiasi sottomarino americano arrivi a tiro. 
I SEAL riescono a tornare ai sottomarini assieme all'equipaggio salvato, e mentre si stanno imbarcando sopraggiunge il cacciatorpediniere Xiangtan, che apre il fuoco contro gli americani. Uno dei due sommergibili classe Los Angeles, il Greenville, viene colpito alla torretta da una cannonata, mentre tutti gli altri colpi vanno a vuoto. Non imbarca acqua e può navigare normalmente, soltanto che la cannonata ha distrutto le antenne ed il battello è costretto a navigare quasi alla cieca. Il cacciatorpediniere cinese insegue i sommergibili americani che fuggono in immersione, mentre sopraggiungono unità navali statunitensi di rinforzo. Il comandante dello Xiangtan, il colonnello Lee, pur sapendo benissimo di non avere speranze di successo esegue gli ordini ricevuti e lancia due siluri contro i sottomarini americani. Le unità di superficie statunitensi rispondono al fuoco e affondano il cacciatorpediniere cinese senza lasciargli nemmeno il tempo di reagire, mentre i due vecchi siluri cinesi, confusi dai falsi bersagli lanciati dagli americani, mancarono abbondantemente il bersaglio. Dopo il ritorno a casa, rimane il problema di stabilire le responsabilità, non indifferenti, per la perdita di un sottomarino costato agli Stati Uniti oltre due miliardi di dollari. 
Il presidente Clark, duramente provato dal rapimento del figlio, esercita forti pressioni sugli alti gradi della Marina affinché Linus rimanga fuori dalla faccenda. Viene rinviato a giudizio il comandante Crocker, e nonostante tutte le circostanze e le testimonianze attestino a suo favore, viene condannato da una ingiusta sentenza che lo priva del comando e, attraverso un rimprovero formale, lo invita ad abbandonare il servizio. Colpo durissimo per il comandante Crocker, che si suicida alcuni giorni dopo, ricevendo al suo funerale il tributo delle più alte cariche della marina, molte delle quali presentano le dimissioni, così come l'ammiraglio Morgan.

## Edizioni
- Patrick Robinson, Seawolf, traduzione di Sara Caraffini, collana SuperPocket, Longanesi, 2001,  p. 444, ISBN 97-888-304-1927-8.